# 王才运

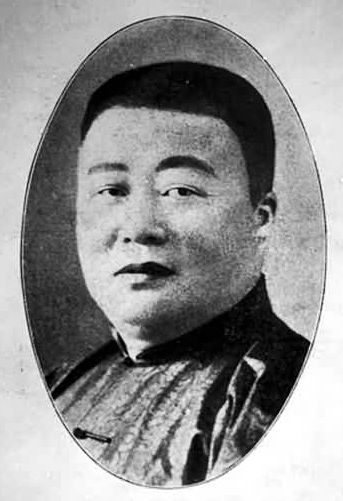
红帮裁缝的先驱王才运

王才运（1887年—1931年），清末民国时期著名裁缝和服装业企业家，中国近代服装行业的先驱，红帮裁缝的创始人。王才运的荣昌祥西装店制成了中国第一套中山装。王才运的服装店也是当时上海滩最大一家华人开的西服店。浙江奉化县江口镇王溆浦人。
王才运曾积极参加五四运动，曾被推为上海南京路商会会长。为振兴中国民族服装工业，王才运曾领导上海服装业抵制日货，抵制洋货的运动，获得舆论称颂。

## 遗迹
王才运故居，为两层四合院落，坐北朝南，位于浙江奉化，为区级文物保护单位。